# Din synd, o värld, besinna
Din synd, o värld, besinna är en passionspsalm från 1798 av Samuel Ödmann. Möjligen har Ödmann fått inspiration av Paul Gerhardts O welt, sieh hier dein leben. Men en översättning är det inte fråga om. Psalmen har fem verser. Melodi är Nu vilar hela jorden från 1539, samma som nr 375 i 1697 års koralbok.
Psalmen inleds 1819 med texten: 
Din synd, o värld, besinna!
Se här det blodet rinna.
Som frälsar Adams släkt!
Se höjden av all smärta!!

## Publicerad i
- 1819 års psalmbok som  nr 90  under rubriken "Jesu lidande, död och begravning: Jesus på korset"
- 1937 års psalmbok som  nr 90  under rubriken "Passionstiden".